# モーゼス・ギル
モーゼス・ギル（英: Moses Gill、1734年1月18日 - 1800年5月20日）は、アメリカ合衆国マサチューセッツ州の政治家であり、同州の副知事を務め、短期間だが知事代行も務めた。知事代行の在職のまま死亡したことではマサチューセッツ州の唯一の例となっている。実業家としてステート・ストリートの初代頭取にもなった。
ギルは同州プリンストン町の指導的開拓者となり、アメリカ独立戦争の直前に政界に入った。マサチューセッツ州が1780年に州憲法を採択するまで、植民地議会の執行委員会に務め、その後は知事評議会の委員を務めた。1794年に副知事に選出され、サミュエル・アダムズ、インクリース・サムナー両知事の下でその職を務めた。サムナーは1799年に知事に再選された直後に死亡した。当時は知事を毎年選挙で選んでいたのに、ギルは知事代行としてはっきりしない任期を務めることになった。ギル自身が1800年5月20日に死亡した。その10日後にケイレブ・ストロングが知事職を継承した。

## 初期の経歴と家族
モーゼス・ギルは1734年1月18日に、マサチューセッツ湾直轄植民地チャールズタウンで生まれた。父はジョン・ギル、母はエリザベス（旧姓アボット）だった。両親のもとに多く生まれた兄弟の中では下の方の息子だった。兄弟の中には「ボストン・ガゼット」を発行し、植民地で良く知られた人物だったジョン・ギルも居た。ギルはボストン市で商人として事業の世界に入った。1759年、ボストンのオールドサウス教会牧師トマス・プリンスの娘であるサラ・プリンスと結婚した。妻の父が死んだ後で、夫婦はウースター郡西部の所有地を相続することとなり、そこはプリンストンの町となる最大級に大きな土地だった。1767年、実業界から引退し、夫婦はボストンとプリンストンの両方で暮らすようになった。サラは子供ができないまま1771年に死亡した。ギルは1772年にレベッカ・ボイルストンと再婚した。レベッカは影響力あるボイルストン家の子女であり、ハーバード・カレッジの後援者ニコラス・ボイルストンとは兄妹だった。再婚後も子供はできなかった。ギルの兄のジョンが死んだときに、その息子の一人を養子にした。ギルは幾人か奴隷を所有することで知られた。

## 政歴
1744年ギルは政界に入り、植民地議会議員に当選した。議会はマサチューセッツ統治法の条件下に（ボストン茶会事件に対するマサチューセッツの制裁）、トマス・ゲイジ総督によって解散させられたが、その直後に議員が集まってマサチューセッツ植民地議会として再結成した。ギルはこの議会の執行委員会委員を務めた。この委員会は1780年にマサチューセッツ憲法が採択するまで「事実上」行政府として機能していた。1775年4月、アメリカ独立戦争が始まると、ギルはボストン包囲戦の初期軍隊編成に関わり、議会の物資供給委員会を宰領した。アートマス・ウォード将軍と共に代表となって、スプリングフィールドでジョージ・ワシントンと会見し、ボストン郊外の軍隊キャンプまでワシントンを連れてきた。
ギルはウースター郡で著名だったので、独立戦争が始まった後で郡の地区裁判所が再編されたときに、その判事に指名された。この職にあった1781年に、自由の宣言を求めたアフリカ系アメリカ人クォック・ウォーカーの事件で、予審を聴聞する陪審団に入った。ギルの陪審団はウォーカー有利の判断を行い、マサチューセッツ最高司法裁判所が最終的に控訴審の判断を確認し、奴隷制度は州憲法に照らして相容れないと宣言した。

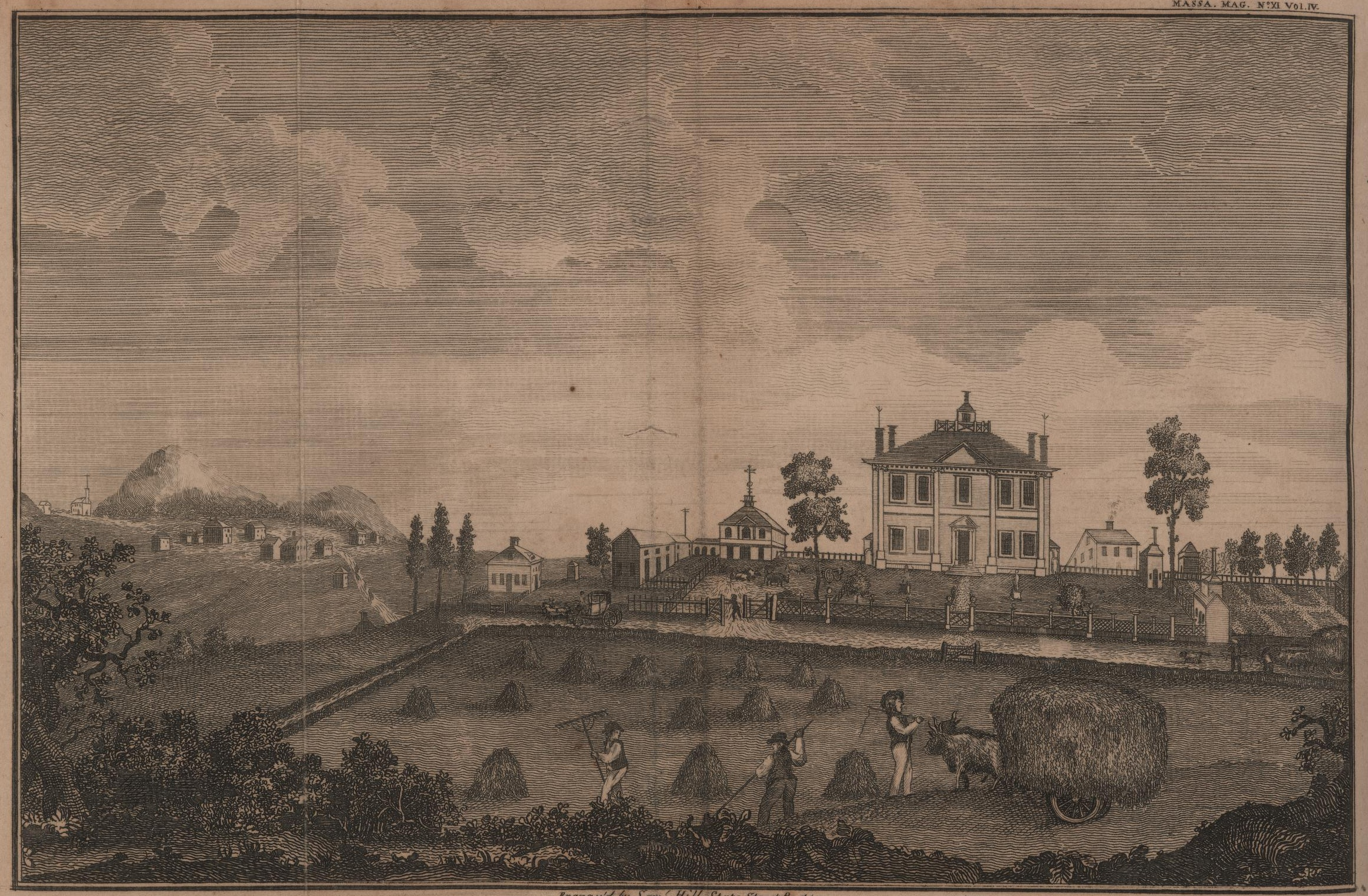
プリンストンのギルの敷地を描いた版画、1792年

ギルは州議会での役割を続け、1780年から毎年州議会上院議員に当選し、その中にある知事評議会の委員に選ばれていた。アメリカ合衆国憲法が採択されて最初の選挙となった1789年の選挙ではアメリカ合衆国下院議員に立候補したが、ジョナサン・グラウトのために敗れた。大変な人気のあった州知事ジョン・ハンコックが1793年に死んだ後、1794年に行われた州知事選挙では、多くの候補者が立つものとなった。ギルは副知事に立候補した数人の候補者の1人となり、州知事に立って当選したサミュエル・アダムズの次に多い票を獲得した。副知事の候補者は誰も過半数を得た者がいなかったので、州議会が判断して、ギルを副知事に選んだ。ギルはその後、毎年副知事に選ばれ続けた。1796年、年取って来たアダムズが翌春の選挙に出馬しないと宣言し、再度多くの候補者が立つ選挙となった。州内では二大政党制が形を取り始めた時期であり、連邦党がインクリース・サムナーを候補に推し、より人民主義に近く、以前はハンコックやアダムズを支持していた会派がギルとジェイムズ・サリバンを支持した。ギルはボストン市と東部の郡（現在のメイン州）で票を稼いだが、連邦党は分裂した対抗馬に対して決定的な勝利を挙げた。ギルはある会派から副知事に推されていたので、再度副知事に当選してその職に就いた。この選挙とそれに続いた選挙での主要な問題は連邦政府の政策に関するものだった。具体的にフランス革命政府との戦争の脅威に対して国としてどう反応するかであり、国の軍隊を武装させるために税を上げる必要性に関してだった。ギルの政策は不明なままである。歴史家のアンソン・モースはギルの人気が連邦党あるいは民主共和党の推薦を得られるだけ強くはなかったという意見である。歴史家のジョン・バリーはギルの知事代行としての任期が、実質的にまる一年間ではなかったものの、「特別の成果を上げるには短すぎた」と述べている。

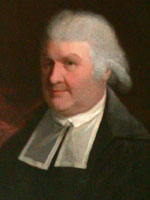
インクリース・サムナー、ギルはサムナーの下で副知事を務めた

サムナーが1798年と1799年にも容易に再選されたが、大勝した1799年の選挙戦中に病気となった。サムナーが死の床にあり、就任宣誓を行えるかということすら不確かだったので、憲法上の問題が生じた。最後はサムナーが6月初旬に就任宣誓したが、その数日後に死亡し、その時点でギルが知事代行となった。ギルはサムナーの残り任期を全うし、1800年の州知事選挙が近づくと、その有力候補者だと考えられた。しかしその選挙は連邦党のケイレブ・ストロングと民主共和党のエルブリッジ・ゲリーが対抗することになり、ストロングが当選した。ギルは富を好む候補者として対抗馬から揶揄され、連邦党は対抗馬を分裂させるために候補者として推進することを非難した。ギルはストロングが当選を告げられる前の5月20日に死亡し、それからストロングが州知事に就任するまでの間、マサチューセッツ州の歴史でも唯一、州知事も副知事も空席となった期間が出来た。その結果知事の評議会が10日間だけ州の政治を行った。ただし、評議会は植民地時代に類似した条件下で何度か統治を行ったことがあった。州憲法が1918年に改定され、評議会を州知事の承継順位から外した。

## 慈善事業と遺産
ギルはプリンストンの会衆派教会の教徒であり主要な支持者だった。またレスター・アカデミーの設立理事であり、寄付者だった。インディアンの間にゴスペルを普及する協会では、長年その会長も務めた。マサチューセッツ州にあるギル町はギルの栄誉を称えて名付けられた。
ギルはプリンストンの町にも公的な貢献を果たした。寄付した土地が町の最初の中心となり、現在の中心からは約半マイル (800 m) となった。この土地には町で最初期の墓地もあり、ギル自身やその一家の者達も埋葬されている。町の中心に近いギル家の敷地は当時のウースター郡で最も大きく、最も壮大だと言われた。後妻レベッカの甥ウォード・ニコラス・ボイルストンがその資産を相続した。ボイルストンは多くの慈善的な仕事に加えて、プリンストンの現在の中心を設立するために貢献した人物だった。